# محاولة اغتيال نايف بن عبد العزيز
هي محاولة اغتيال فاشلة تعرض لها الأمير نايف بن عبد العزيز آل سعود وزير الداخلية السعودي.

## التفاصيل
في الساعة الواحدة بعد منتصف ليلة يوم السبت 6 أغسطس 2011 الموافق 6 رمضان 1432هـ تعرض الأمير نايف لمحاولة اغتيال نفذها أحد عناصر القاعدة، خضر الزهراني، حيث تعرض لإطلاق نار أثناء مرور موكبه بشارع المالكي بجدة بعد أن قام الزهراني بإطلاق النار على نقطة تفتيش في شارع عبد الرحمن المالكي ، نجى الأمير وقتل خضر الزهراني على الفور في تبادل لإطلاق النار.

## التوقيت
توقيت العملية يصادف الذكرى السنوية الثانية لتفجير جدة 2009 اللذي كان يستهدف نجل الأمير نايف و مساعده في وزارة الداخلية الأمير محمد بن نايف .